# 紮職3
《紮職3》（英語：The Unwavering Brotherhood） 是一部2024年上映的香港黑幫電影，由吳家偉執導，邵劍秋及伍健雄監製，是《紮職系列電影》的第三部電影。由黃宗澤、張繼聰、陳家樂、鄭浩南、陶大宇、周勵淇、林千渟等領銜主演。本片的班底與《紮職2》相似，但兩者沒有關係，本片是全新故事，此外，本片亦加入鄭浩南及陶大宇的參演。

## 演員
| 演員   | 角色           | 介紹 |
| 黃宗澤 | 阿華           | 與阿飛與國仔份屬好友兼兒時玩伴，在三人裡面阿華是老大，對阿飛與國仔均格外照顧。為人正直老實，在社團裡經常跟隨花錦辦理社團大事，對其忠心耿耿。每次與阿飛與國仔闖禍時必定被花錦幫助解圍，因此得知阿飛與國仔偷取社團金錢後連忙威逼兩人把錢帶回社團。 |
| 張繼聰 | 阿飛           | 父母早年意外去世，與阿妹－波子相依為命。長兄為父，為養大波子，早年就投身社會。三人之中，一直都是最賣力的一位。為妹妹波子的醫藥費，不惜和國仔偷取社團金錢。                                                                                       |
| 陳家樂 | 國仔           | 三人裡面最年輕的一位，性格愛取巧，永遠都是闖禍的一位，但永遠會有阿華與阿飛幫忙解決。為人衝動魯莽、爛賭，為還債不惜和阿飛偷取社團金錢。 |
| 鄭浩南 | 花錦           | 在社團裡面從小混混開始，一路打拼力爭上游，作風硬淨、雷厲風行，因此深得鐵叔的賞識；曾和阿群為要好兄弟，現已反目對立。為人夠義氣，阿華、阿飛及國仔的老大，每次三人闖禍亦會出現解圍。                                                               |
| 陶大宇 | 群哥           | 同樣和花錦從小混混開始，混上黑幫老大，曾與其為要好兄弟，現已反目對立。為人奸詐陰險，自大狂妄，刻意挑潑花錦和鐵叔的關係。 |
| 周勵淇 | 方亭           | 阿華的女友 |
| 林千渟 | 沈寶芝（波子） | 阿飛的妹妹，身患重病，需要大量醫藥費來醫治。 |
| 黎峻   | 馬強           | 群哥的近身副手之一，替其辦理任何打架事務。 |
| 朱天   | 阿爆           | 群哥的近身副手之一，為了得到其信任，不惜前往殺害花錦。 |
| 秦煌   | 鐵叔           | 香港第一大社團的坐館，深信花錦，看群哥不順眼，後被其奪去坐館。 |
| 陳志輝 | 阿佐           | 社團叔父之一 |
| 徐忠信 | 泰安           | 社團叔父之一 |
| 何啟南 | 劉Sir          | 香港警察，多次出現於花錦與群哥對侍的場面。 |

## 製作
2022年6月8日，黃宗澤、陳家樂及張繼聰經已為本片拍攝，於同年27日，本片舉行開鏡儀式，亦正式宣布鄭浩南及陶大宇的加盟，開鏡儀式由楊受成主持。本片較為特別，紮職2於本片開拍時還未上映，這種情況在香港電影較特殊（不包括背靠背電影製作）。
與前兩部一樣，根據《電影檢查條例》，本片被列作第三級影片（III）。此片為林千渟及朱天首部參演三級片之作品。

## 分級
| 國家/地區 | 分級   |
| 香港      | III级  |
| 澳門      | D組    |
| 馬來西亞  | 16     |
| 台灣      | 輔導15 |
| 新加坡    | M18    |

## 電影歌曲
| 曲別   | 歌名         | 作曲   | 作詞           | 編曲   | 監製   | 主唱   |
| 主題曲 | 《有借有還》 | 伍樂城 | 張楚翹、伍樂城 | 曾津平 | 伍樂城 | 陳偉霆 |

## 發行
2024年8月26日公布票價最高定於60元。

## 備註
1. ↑  截至2024年9月22日
2. ↑  本電影沿用同名電影主題曲

## 外部連結
- 紮職3的Facebook專頁
- 紮職3的Instagram帳戶
- 香港影庫上《紮職3》的資料（繁體中文）
- 豆瓣电影上《紮職3》的資料 （简体中文）